# Saint-Cyr-de-Valorges
Pour les articles homonymes, voir Saint-Cyr.
Saint-Cyr-de-Valorges est une commune française située dans le département de la Loire en région Auvergne-Rhône-Alpes.

## Géographie
La commune est distante de 32 km de Roanne, sa sous-préfecture, et 73 km de sa préfecture, Saint-Étienne.

### Climat
Pour des articles plus généraux, voir Climat d'Auvergne-Rhône-Alpes et Climat de la Loire.
En 2010, le climat de la commune est de type climat des marges montargnardes, selon une étude du Centre national de la recherche scientifique s'appuyant sur une série de données couvrant la période 1971-2000. En 2020, Météo-France publie une typologie des climats de la France métropolitaine dans laquelle la commune est exposée à un climat de montagne ou de marges de montagne et est dans la région climatique Nord-est du Massif Central, caractérisée par une pluviométrie annuelle de 800 à 1 200 mm, bien répartie dans l’année.
Pour la période 1971-2000, la température annuelle moyenne est de 9,9 °C, avec une amplitude thermique annuelle de 16,2 °C. Le cumul annuel moyen de précipitations est de 964 mm, avec 10,8 jours de précipitations en janvier et 7,8 jours en juillet. Pour la période 1991-2020, la température moyenne annuelle observée sur la station météorologique de Météo-France la plus proche, « Machézal », sur la commune de Machézal à 3 km à vol d'oiseau, est de 11,3 °C et le cumul annuel moyen de précipitations est de 819,9 mm,. Pour l'avenir, les paramètres climatiques de la commune estimés pour 2050 selon différents scénarios d'émission de gaz à effet de serre sont consultables sur un site dédié publié par Météo-France en novembre 2022.

## Urbanisme

### Typologie
Au 1er janvier 2024, Saint-Cyr-de-Valorges est catégorisée commune rurale à habitat dispersé, selon la nouvelle grille communale de densité à sept niveaux définie par l'Insee en 2022.
Elle est située hors unité urbaine et hors attraction des villes,.

### Occupation des sols
L'occupation des sols de la commune, telle qu'elle ressort de la base de données européenne d’occupation biophysique des sols Corine Land Cover (CLC), est marquée par l'importance des territoires agricoles (77,2 % en 2018), en augmentation par rapport à 1990 (75 %). La répartition détaillée en 2018 est la suivante : 
prairies (49,7 %), zones agricoles hétérogènes (23,6 %), forêts (22,8 %), terres arables (3,9 %). L'évolution de l’occupation des sols de la commune et de ses infrastructures peut être observée sur les différentes représentations cartographiques du territoire : la carte de Cassini (XVIIIe siècle), la carte d'état-major (1820-1866) et les cartes ou photos aériennes de l'IGN pour la période actuelle (1950 à aujourd'hui).

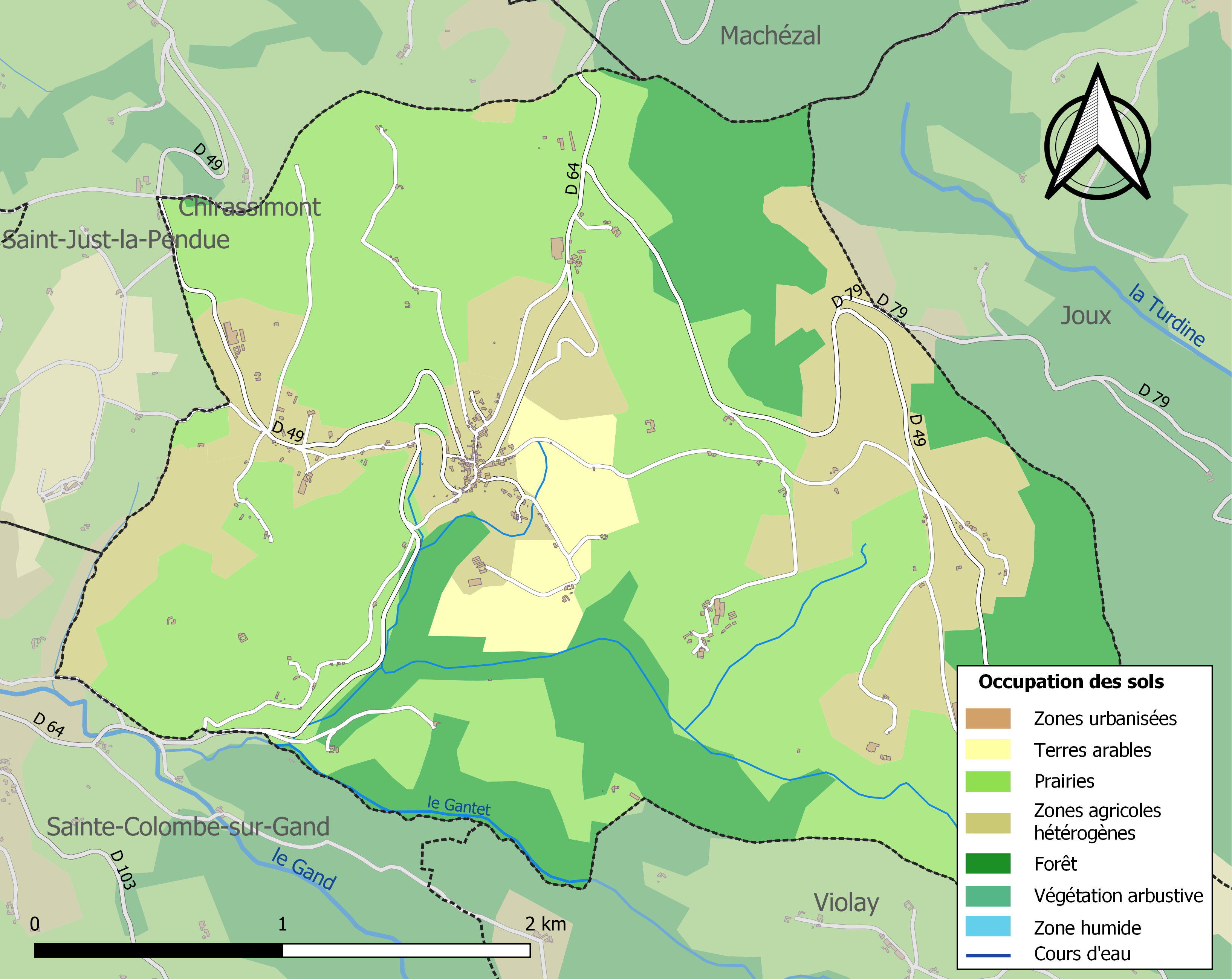
Carte des infrastructures et de l'occupation des sols de la commune en 2018 (CLC).

## Histoire

### Toponymie
La commune doit pour partie son nom à Saint Cyr, jeune martyr chrétien du IVe siècle, fils de Sainte Julitte.

## Politique et administration
| Période                                  | Période  | Identité          | Étiquette | Qualité |
| ---------------------------------------- | -------- | ----------------- | --------- | ------- |
| Les données manquantes sont à compléter. |          |                   |           |         |
| mars 2001                                | mai 2020 | Gilles Chevron    |           |         |
| mai 2020                                 | En cours | Gilbert Grataloup |           |         |

## Démographie
L'évolution du nombre d'habitants est connue à travers les recensements de la population effectués dans la commune depuis 1793. Pour les communes de moins de 10 000 habitants, une enquête de recensement portant sur toute la population est réalisée tous les cinq ans, les populations de référence des années intermédiaires étant quant à elles estimées par interpolation ou extrapolation. Pour la commune, le premier recensement exhaustif entrant dans le cadre du nouveau dispositif a été réalisé en 2004.

En 2022, la commune comptait 311 habitants, en évolution de +3,32 % par rapport à 2016 (Loire : +1,32 %, France hors Mayotte : +2,11 %).
| 1793 | 1800 | 1806 | 1821 | 1831 | 1836 | 1841 | 1846 | 1851 |
| ---- | ---- | ---- | ---- | ---- | ---- | ---- | ---- | ---- |
| 680  | 650  | 678  | 798  | 997  | 971  | 904  | 877  | 900  |

| 1856 | 1861 | 1866 | 1872 | 1876 | 1881 | 1886 | 1891 | 1896 |
| ---- | ---- | ---- | ---- | ---- | ---- | ---- | ---- | ---- |
| 915  | 879  | 886  | 865  | 837  | 756  | 706  | 704  | 731  |

| 1901 | 1906 | 1911 | 1921 | 1926 | 1931 | 1936 | 1946 | 1954 |
| ---- | ---- | ---- | ---- | ---- | ---- | ---- | ---- | ---- |
| 717  | 712  | 678  | 550  | 479  | 474  | 448  | 399  | 377  |

| 1962 | 1968 | 1975 | 1982 | 1990 | 1999 | 2004 | 2006 | 2009 |
| ---- | ---- | ---- | ---- | ---- | ---- | ---- | ---- | ---- |
| 396  | 383  | 358  | 313  | 277  | 274  | 314  | 334  | 354  |

| 2014 | 2019 | 2022 | - | - | - | - | - | - |
| ---- | ---- | ---- | - | - | - | - | - | - |
| 309  | 311  | 311  | - | - | - | - | - | - |

## Lieux et monuments
- La commune abrite deux châteaux.
- Église Saint-Cyr de Saint-Cyr-de-Valorges.

### Le donjon de Ressy
Il reste un corps de bâtiment rénové privé et le donjon circulaire en ruine (non visitable).

### Le château de l'Espinasse
Il possède un donjon carré du XIe siècle de 22 mètres de haut, une tour ronde du XIVe ou XVe siècle, et deux corps de bâtiment autour d'une cour.
Le corps de logis a été remanié au XVIIe siècle.
Il a été utilisé comme bâtiment agricole et fortement dégradé au XXe siècle.
Il est en cours de restauration.
Une fête médiévale y est organisée quelquefois.
Lien de l'association de restauration : « Association de l'Espinasse ».

## Personnalités liées à la commune
- Famille de Thelis[21], premiers seigneurs connus du lieu (château de l'Espinasse).
- Famille Thomé (château de l'Espinasse).
- Général-baron Piston de Saint Cyr, seigneur de l'Espinasse.
- Kéren Garcia, basketteuse du CRAP de Veauche en NF3. Elle est victime d’une rupture des ligaments croisés lors du match opposant son équipe face à celle de Saint-Chamond, mettant fin à sa saison 2021-2022.